# Хаутрибдейк

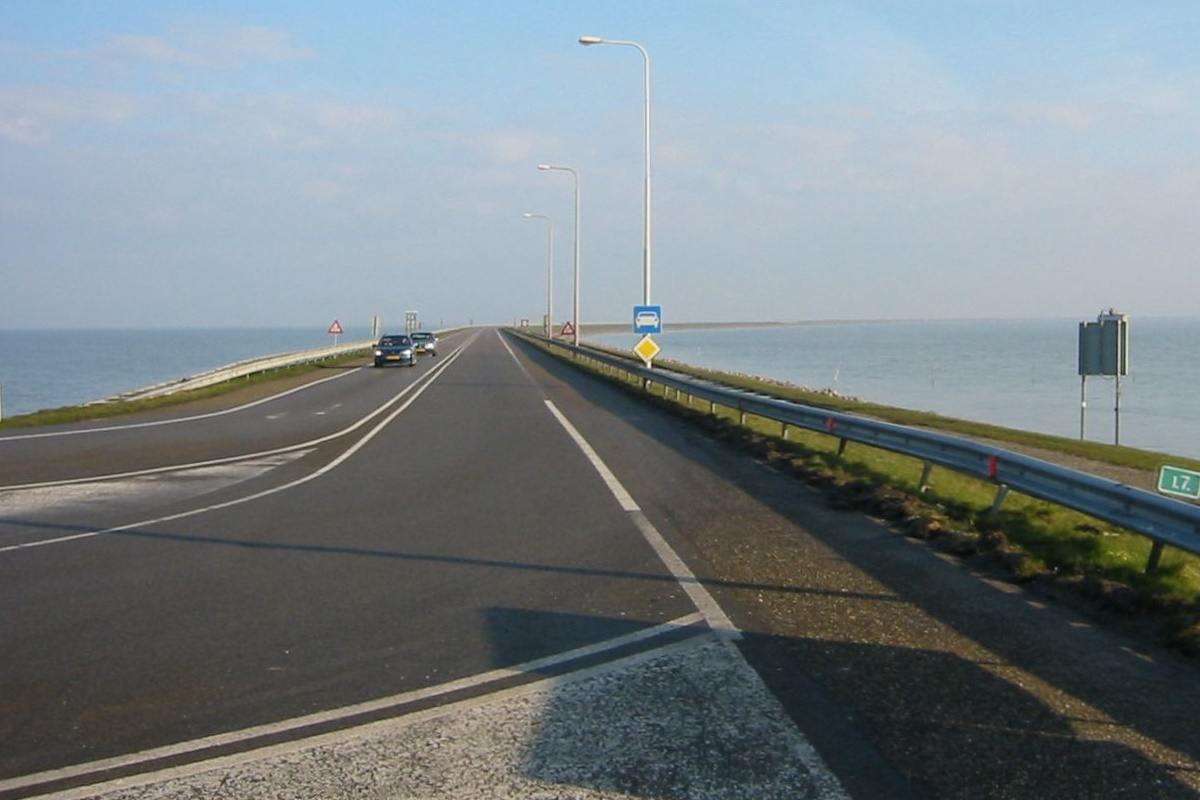
Дамба Хаутрибдейк

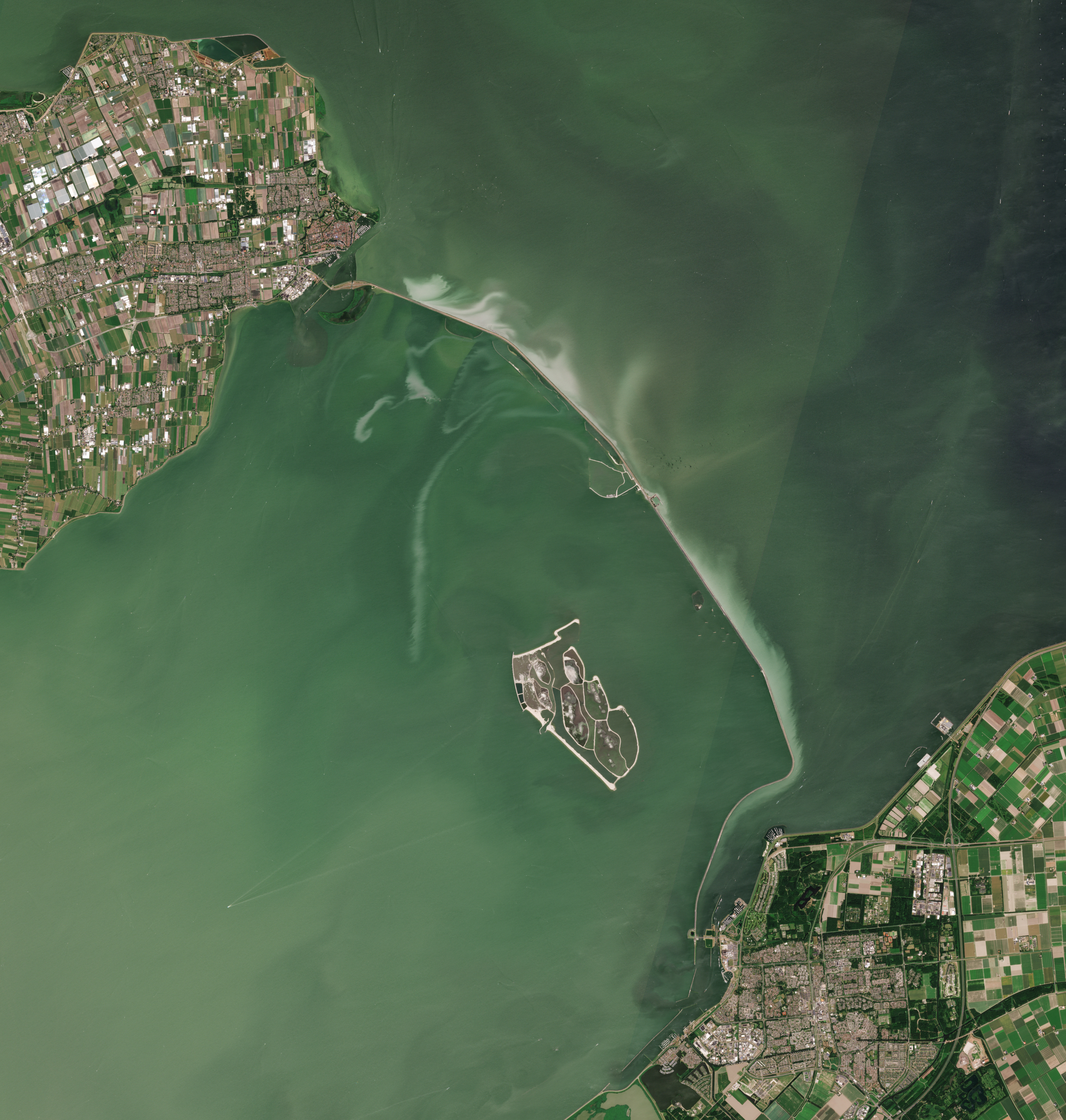
Хаутрибдейк

Хаутрибдейк (нидерл. Houtribdijk) — дамба в Нидерландах, разделяет озёра Маркермер и Эйсселмер. Дамба построена между 1963 и 1975 годами как часть проекта «Зёйдерзее». Соединяет города Лелистад и Энкхёйзен, имеет длину 30 км. Максимальная высота 68 метров. Предназначалась для создания польдера Маркервард, но эти планы не были реализованы. По обоим краям Хаутрибдейка расположены шлюзы.
Части дамбы называются Маркерварддейк (нидерл. Markerwaarddijk) и Лелидейк (нидерл. Lelydijk). По дамбе проходит дорога N302.